# エリック・ゲレツ
エリック・ゲレツ（Eric Gerets, 1954年5月18日 - ）は、ベルギー王国リンブルフ州レケム出身の元サッカー選手、サッカー指導者。ポジションはDF（右サイドバック）。

## 経歴

### 選手時代
現役時は、戦術眼に優れたディフェンダー（右サイドバック）として活躍。スタンダール・リエージュで頭角を現しベルギーリーグ優勝1回、1981-82UEFAカップウィナーズカップ準優勝。1983-84シーズンにACミランに移籍するが、スタンダール時代の八百長事件関与を問題視され出場停止処分を受ける。復帰後はMVVマーストリヒトを経て、PSVアイントホーフェンに移籍。PSVではキャプテンとして1987-88UEFAチャンピオンズカップ優勝、オランダリーグ優勝6回と輝かしい実績を残す。
ベルギー代表ではワールドカップ3大会に出場（1982年大会、1986年大会、1990年大会）、中でも1986年大会ではベルギー代表最高成績となる4位進出に貢献した。通算86試合出場2得点。

### 指導者時代
リールセSKとクラブ・ブルッヘでそれぞれ1回ずつベルギーリーグ優勝を果たしたほか、PSVアイントホーフェンでオランダリーグ2連覇、ガラタサライでトルコリーグ優勝を果たした。2007年9月にはオリンピック・マルセイユ監督に就任し、優れたモチベーターとしてすぐに選手の心をつかんだ。2008-09シーズンはFCジロンダン・ボルドーと最後までデッドヒートを繰り広げ、最終的には2位に終わるも、最優秀監督賞を受賞した。ファンや選手はゲレツの留任を望んでいたが、自身への契約延長の提示はシーズンオフまで延期されることとなり、クラブからの信頼に疑問を抱き、2年間の契約満了とともに退任した。この2009年にはベルギー代表監督への就任要請があったが、ベルギーサッカー協会から提示された年俸の額が低いとして要請を断った。
2009年5月26日、年俸180万ユーロでアル・ヒラルの監督に就任した。2010年2月にはコートジボワール代表がゲレツの招聘を目指していたが、彼は準備期間が短すぎることを理由に申し出を断り、スヴェン＝ゴラン・エリクソンが就任した。5月中旬には、ローラン・ブランの退任が決定しているFCジロンダン・ボルドーが後任候補にゲレツをリストアップした。

## 獲得タイトル

### 選手時代
スタンダール・リエージュ
- ベルギーリーグ 1981-82, 1982-83
- ベルギーカップ 1980-81
- ベルギースーパーカップ 1981

PSVアイントホーフェン
- オランダリーグ 1985-86, 1986-87, 1987-88, 1988-89, 1990-91, 1991-92
- KNVBカップ 1987-88, 1988-89 1989-90
- UEFAチャンピオンズカップ 1987-88

### 監督時代
リールセSK
- ベルギーリーグ 1996-97

クラブ・ブルッヘ
- ベルギーリーグ 1997-98
- ベルギースーパーカップ 1998

PSVアイントホーフェン
- オランダリーグ 1999-2000, 2000-01
- オランダスーパーカップ 2000, 2001

ガラタサライ
- トルコリーグ 2005-06

アル・ヒラル
- サウジアラビア・リーグ優勝 2009-10
- クラウンプリンスカップ 2010

レフウィヤSC
- カタール・スターズリーグ 2013-14
- クラウンプリンスカップ 2013

個人
- ベルギー・ゴールデン・シュー 1982
- ベルギー・プロリーグ年間最優秀監督賞 1996-97, 1997-98
- フランス・リーグアン年間最優秀監督賞 2009